# Fame L.A.
Fame L.A. est une série télévisée américaine en 22 épisodes de 44 minutes, créée par Richard Burton Lewis et diffusée entre le 4 octobre 1997 et le 21 mars 1998 en syndication.
En France, la série a été diffusée à partir du 3 octobre 1998 sur M6.

## Synopsis
Déclinaison de la série culte Fame, Fame L.A. met en scène de jeunes artistes qui suivent les cours de David Graysmark, propriétaire du club Who's Who à Los Angeles, dans l'espoir de connaître un jour le succès.

## Distribution
- Lesli Margherita (en) (VF : Élisabeth Fargeot) : Liz Clark
- Roselyn Sanchez (VF : Hélène Chanson) : Lili Arguelo
- Heidi Lenhart (VF : Sylvie Ferrari) : Suzanne Carson
- William R. Moses (VF : Joël Martineau) : David Graysmark
- Christian Kane (VF : Adrien Antoine) : Ryan Legget
- Andy Milder (VF : Jean-Claude Montalban) : Marcus Carilli
- Stephanie Dicker (VF : Michèle Lituac) : Reese Toussaint
- Matt Winston (VF : Luc Boulad) : Adam Lewis
- Brent David Fraser : Brent Legger
- Valarie Pettiford : Sylvia
- Carrie Ann Quinn : Jessica
- T.E. Russell (VF : Marc Saez) : T.J. Barron
- Anne Betancourt : Mme Arguelo
- Efrain Figueroa : M. Arguelo
- Steven Mattila : Granham

## Épisodes
1. Réussir mais à quel prix ? [1/3] (Pilot [1/3])
2. Les Retrouvailles [2/3] (Pilot [2/3])
3. Coups durs [3/3] (Pilot [3/3])
4. Presque le grand soir (Almost a Big Night)
5. La Gloire à portée de main (Sieze the Day)
6. Le Bon Tempo (The Beat Goes On)
7. En souvenir (Reality Check)
8. Souvenirs, souvenirs (Life Through the Lens)
9. Titre français inconnu (Who Do You Love?)
10. Le Gourou (The Guru)
11. Un joyeux Noël (The Christmas Episode)
12. Rideau (Love Hurts)
13. Questions angoissantes (Haunting Refrains)
14. À la recherche du passé (Baby Pictures)
15. Le Duo (Duet)
16. La Clé du succès (The Key to Success)
17. Leçon de musique (Music Lessons)
18. Plus dure sera la chute (The Boys and the Band)
19. Lili Vanilli (Lili Vanili)
20. Jalousies (Do or Die)
21. Titre français inconnu (Green-Eyed Monster)
22. Fraternité (Brotherly Love)

## Récompenses
- Emmy Award 1998 : Meilleure chorégraphie
- Emmy Award 1998 : Meilleure chanson de générique